# Acuerdo de vida
Un acuerdo de vida (life settlement en inglés) es una transacción financiera mediante la cual el tomador de un seguro de vida vende la póliza a un inversor en un mercado secundario. El precio de esa venta es superior al valor de rescate en efectivo que obtendría del asegurador pero menor al de la prestación a recibir en el momento de fallecimiento del asegurado. El inversor, por su parte, asume la responsabilidad de pagar las primas pendientes y recibe la prestación asegurada cuando el asegurado fallece. Las razones por la que el tomador de la póliza está interesado en venderla pueden ser diversas: ya no necesita cubrir la muerte del asegurado, no puede asumir el pago de las primas, necesita liquidez para cubrir gastos asociados a un mal estado de salud del asegurado, etc. En cualquier caso, la razón por la que la cantidad obtenida mediante un acuerdo de vida es superior al valor de rescate radica en que la esperanza de vida del asegurado es inferior al estándar que le corresponde por edad. Así, mientras que el inversor valora la póliza usando las probabilidades reales de fallecimiento/supervivencia del asegurado, el asegurador lo hace usando las estándar. Aunque el precio o valor de un acuerdo de vida depende de diversos factores, algunos estudios indican que, en promedio, el titular de la póliza recibe de tres a cinco veces más que el valor de rescate.

## Origen de los acuerdos de vida
Este tipo de transacciones apareció en los EE. UU. El caso Grigsby v. Russell, 222 US 149 (1911)   de la Corte Suprema de EE. UU. determinó la legalidad de un mercado secundario de seguros de vida, dictaminando que una póliza es una propiedad privada y, como tal, puede ser cedida a voluntad del propietario. El caso fue decidido el 4 de diciembre de 1911. En Grigsby, John Burchard tenía una póliza de seguro sobre su vida. Al no poder pagar la prima y necesitar dinero para una operación, vendió la póliza a un médico a cambio de $100. El juez del caso señaló que el seguro de vida poseía todas las características ordinarias de la propiedad y, por tanto, representaba un activo que el titular de una póliza podía transferir sin limitación. 
A pesar del fallo de la Corte Suprema, los acuerdos de vida siguieron siendo muy poco comunes debido a la falta de conocimiento por parte de los tomadores o asegurados y la falta de interés de los inversores potenciales. Sin embargo, a partir de los años 80 del siglo pasado el mercado experimentó un crecimiento significativo con la aparición de los llamados viatical settlements, término utilizado para referirse a los acuerdos de vida cuando el titular de la póliza es un paciente terminal. La crisis del SIDA, que surgió en esa década como una enfermedad incurable detectable solo en fase terminal, llevó a los afectados a buscar liquidez para afrontar los costosos y poco efectivos tratamientos de la época. Por ello surgió la venta de pólizas de seguros de vida mediante los viatical settlements. A partir de los años 90, con los avances médicos que desvincularon al SIDA como enfermedad terminal, el número de viatical settlements relacionados con esta enfermedad disminuyeron y dieron paso al crecimiento de los acuerdos de vida tal y como se conocen en la actualidad. En estas transacciones, los asegurados no son necesariamente enfermos terminales, sino que suelen ser personas mayores de 65 años con condiciones de salud que sitúan su esperanza de vida por debajo del estándar para su edad.

## Partes en los acuerdos de vida[7][8]
Las distintas partes involucradas en un acuerdo de vida pueden ser identificadas desde la perspectiva de la venta y la compra. En el lado de la venta, se encuentra el tomador del seguro, quien a través de un bróker busca la mejor oferta en el mercado para su póliza. El mediador de seguros, al contratar la póliza, debería haber informado al tomador de la existencia de la opción de la venta de la póliza a través del mercado secundario de acuerdos de vida como alternativa al rescate.
Por el lado del comprador, aparecen los intermediarios del inversor final. Estos intermediarios son los proveedores de acuerdos de vida, quienes adquieren seguros en nombre de inversores institucionales como fondos de inversión, fondos especializados en inversiones alternativas o compañías de seguros. La ejecución de acuerdos de vida implica la participación de diversos agentes para garantizar un desarrollo adecuado. Un servicio esencial lo brindan profesionales o empresas especializadas en estimar la esperanza de vida del asegurado (denominadas medical underwriters), ofreciendo estimaciones de mortalidad y esperanzas de vida para valorar las pólizas. Tanto brókeres como proveedores de acuerdos de vida adquieren estas estimaciones para establecer el precio de la póliza. Además, intervienen otras partes como, por ejemplo, gestores de pago de primas (encargados de comunicar los fallecimientos cuando estos ocurren y realizar un seguimiento de la salud de los asegurados), depositarios de documentos generados en los acuerdos, asesores legales independientes o fedatarios públicos, entre otros.

## Mercados de acuerdos de vida
El mercado más destacado de acuerdos de vida es el de EE. UU. No existen datos oficiales sobre el tamaño actual de este mercado en ese país y las cifras pueden variar según la fuente consultada. Sin embargo, existe consenso en que el volumen de acuerdos de vida negociados ha tenido un crecimiento constante desde la crisis financiera de 2008.
Los acuerdos de vida también tienen cierta presencia en otros países como Alemania, Reino Unido o Japón. En varios de estos países, las pólizas objeto de transacción no son exclusivamente de fallecimiento. En Reino Unido y Alemania, por ejemplo, las pólizas negociadas suelen ser seguros mixtos (endowments), donde el capital de supervivencia puede aumentar en función de las ganancias del asegurador con la inversión de las primas. En estos casos, parte o la totalidad de esta revalorización solo es realizable si la póliza no se cancela anticipadamente. Si el titular desea liquidar anticipadamente el seguro sin perder la revalorización acumulada, la única alternativa es la venta de la póliza en el mercado secundario de acuerdos de vida.
En cuanto a España, donde actualmente no existen este tipo de acuerdos, no existen impedimentos normativos que no permitan tales operaciones, pues nada prohíbe que el tomador de un seguro de vida cambie al beneficiario de la póliza una vez que esta ha sido iniciada. Por otra parte, existen algunos estudios que analizan la posible aceptación de este tipo de transacciones en el mercado asegurador español por parte de los tomadores. En estos trabajos, siguiendo el marco propuesto por el Modelo de Aceptación de Tecnología, se concluye que las variables que más influyen en los tomadores a la hora de vender su póliza de vida en un mercado secundario de acuerdos de vida son la expectativa de utilidad, la facilidad esperada y la influencia social.

## Valoración de los acuerdos de vida
Los acuerdos de vida se valoran examinando los precios de mercado de acuerdo con el enfoque del "valor razonable" utilizando transacciones ya cerradas de similares características. Los datos de mercado se recopilan de múltiples proveedores y esa información está disponible tanto para los clientes como para terceros. La fijación final del precio de una póliza se basa en la cuantificación de dos variables clave: la esperanza de vida del asegurado y la tasa interna de rentabilidad que el inversor desea obtener (que refleja el mayor riesgo asociado con los acuerdos de vida en comparación con otros activos). La literatura actuarial presenta varios enfoques para fijar el precio de los acuerdos de vida, incluidos métodos deterministas, probabilísticos, estocásticos y borrosos.
La sensibilidad del precio de un acuerdo de vida frente a variaciones en el valor de las variables de las que depende (esperanza de vida del asegurado y tipo de interés) se puede determinar mediante dos medidas diferentes, la duración y la convexidad.